# Осада Чернигова (1668)
Осада Чернигова — неудачная осада Чернигова запорожскими казаками во время Левобережного восстания 1668—1669 годов.

## Предыстория
Андрусовское перемирие и предшествующие Московские статьи вызвали недовольство среди левобережного казачества. Популярность гетмана Ивана Брюховецкого была на крайне низком уровне. Чтобы выйти из этого положения, Брюховецкий прислушался к посулам правобережного гетмана Петра Дорошенко, предлагавшего воссоединить Гетманщину под крымской и османской протекцией, обещая уступить Брюховецкому свою власть на Правобережной Украине. На этом фоне Брюховецкий решился на разрыв с Москвой. Казацкие войска напали на царские гарнизоны в ряде городов и уничтожили некоторые из них.

## Ход осады

### Осада казаками Самойловича
Осада Чернигова началась в самом начале восстания в январе 1668 года. Воевода Андрей Толстой сообщал в Москву о том, что наказной черниговский полковник Иван Самойлович собрал казаков Черниговского полка и осадил город. Царские ратники насчитывали лишь около 500 человек, из которых около 340 относились к полку солдатского строя под началом Ягана (Джона) Купера, а около 160 к городовому стрелецкому приказу Алексея Подтопкина. Они были осаждены казаками в «Верхнем малом городке», находившимся в южной части Черниговского детинца. Вокруг него были выкопаны шанцы и начался обстрел из пушек и ружей. Накануне восстания Толстой предусмотрительно отнял у казаков шесть пушек, чем усилил оборону.
16 февраля Толстой получил письмо от Брюховецкого, в котором тот требовал «выступить вон до границы московской, покиня пушки и мелкое ружье». Толстой отверг это требование. Русские ратники активно оборонялись, неоднократно совершая вылазки против казаков, которые контролировали бо́льшую часть города. В ходе этих вылазок было убито много казаков, взято гетманское знамя и другие трофеи, а также значительное количество «языков». Водными путями Толстой посылал солдат и стрельцов по окрестным сёлам для добычи хлебных запасов. Во время таких миссий также были бои с казаками, в которых последние терпели поражения и захватывались «языки». Осада длилась около восьми месяцев. Вместо с отцом все трудности осады переживали и дети Толстого — Михаил, Иван и Пётр. Младшему сыну — будущему графу и дипломату Петра Великого — в то время было 23 года.

### Деблокада и штурм войском Ромодановского
17 сентября черниговские «сидельцы» дождались помощи. К городу из Путивля подступила армия князя Григория Ромодановского. Демьян Многогрешный, назначенный Дорошенко после убийства Брюховецкого наказным гетманом Северским, не желая быть запертым в городе, поручил оборону Самойловичу, а сам стал с войском в Седневе. Он настоятельно просил Дорошенко о помощи, которая, однако, оказана почти не была. Ромодановский, обеспечив эффективный заслон от Многогрешного, в ночь с 19 на 20 сентября начал штурм Чернигова, поддержанный артиллерией. Первым был взят Новый город, затем казаки были выбиты из Старого города. Среди потерь с русской стороны был полковник Тульского рейтарского полка Иван Фанбуденброк.
Уцелевшие казаки во главе с Самойловичем заперлись в Третьяке — окольном городе Чернигова, находившимся между Новым Городом и Елецким Успенским монастырём. Его Ромодановский штурмовать не стал, полагая, что отчаянное положение осаждённых заставит их вскоре капитулировать.

## Последствия и значение осады
Взяв основную часть Чернигова, Ромодановский послал войска во главе со своим сыном Андреем на Многогрешного в Седневе. 22 сентября под Седневом был большой бой, в котором были разгромлены «черкасы, татары и волохи», состоявшие в войске Многогрешного. В свете военных неудач и отсутствия помощи со стороны Дорошенко, а также желая облегчить участь запертых в Третьяке, Демьян Многогрешный пошёл на сепаратные переговоры, увенчавшиеся подписанием Глуховских статей и его избранием новым левобережным гетманом под царским верховенством  .
Восьмимесячная успешная оборона Чернигова гарнизоном воеводы Андрея Толстого, как и оборона Нежина, позволила сохранить русское присутствие в Северской земле, что было принципиально важно и для сохранения контроля над Киевом. Успешные действия Ромодановского под Черниговом стали решающими для отложения от Дорошенко северных левобережных полков во главе с Многогрешным и начала прекращения восстания.
Оборона Чернигова очень поспособствовала возвышению Андрея Толстого. За неё бывший стольник 10 ноября 1668 года был пожалован в думные дворяне, что значительно повысило статус рода Толстых. Данный чин, третий по чести после чина боярина и окольничего, жаловался за выдающиеся заслуги представителям незнатных родов. В 1682 году Толстой стал окольничим.